# Zerstörung von Rapperswil
Die Zerstörung von Rapperswil – auch als «Brandschatzung von Rapperswil» bekannt – war im Grunde kein Einzelereignis, sondern Teil eines Kleinkriegs (Fehde) in den Jahren 1336 bis 1350 respektive 1355. Als Folge der Brun’schen Zunftverfassung und der «Mordnacht von Zürich» sollte sie im Zusammenhang mit den Schweizer Habsburgerkriegen betrachtet werden.
Der Konflikt hatte die Schlacht bei Grynau, die Intervention Herzogs Albrecht II. von Österreich und langjährige Scharmützel zur Folge. Diese führten in der Nacht vom 23. auf den 24. Februar 1350 zur «Mordnacht von Zürich», zur Inhaftierung von Graf Johann II. von Habsburg-Laufenburg, zur Zerstörung von Rapperswil, und Zürcher Truppen besetzten Rapperswiler Besitzungen.
Nach der Zerstörung der Habsburger Lehen Rapperswil und Altendorf suchte Zürich neue Verbündete und fand sie im «Bund von 1351» mit den Waldstätten. Der Konflikt eskalierte weiter und Habsburg-Österreich griff aktiv in die Kriegshandlungen ein, die mit dem «Regensburger Frieden» von 1355 vorerst endeten.

## Vorgeschichte

### Fehde zwischen Zürich und Rapperswil (1336 bis 1350)
Nicht zweifelsfrei geklärt ist, ob bereits die Verbannung der Mitglieder, der sogenannten «Notabel», des bisherigen Rats der Stadt Zürich oder ein Streit zwischen dem Ritter Götfrit ‘Götz’ Mülner und einigen «Constafflern» des ab Juli 1336 herrschenden Rats der Brun’sche Zunftverfassung die neue, fragile Koalition zwischen Stadtadel, Handwerkschaft und Kaufleuten gleich zu Beginn zusätzlich belastete.
Gesichert scheint, dass zwischen 8. Juni und 18. Juli 1336 zwölf oder vermutlich 22 Räte, von denen die überwiegende Mehrheit aus dem Kaufmannspatriziat stammte, mit ihren Familien aus der Stadt Zürich verbannt wurden.
Die Mehrzahl der Verbannten flüchtete nach Rapperswil zu Graf Johann I. von Habsburg-Laufenburg, dem Sohn der Gräfin Elisabeth von Rapperswil.
Graf Johann erhoffte sich wahrscheinlich eine Tilgung von Schulden bei einzelnen der Vertriebenen und bei der Stadt Zürich, falls diese wieder ihre alten Ämter zurückerlangen sollten.
Unter dem Schutz von Graf Johann I. bildeten die Exilierten in Rapperswil eine Gegenregierung des «äusseren Zürich», mit dem Ziel das Brun’sche Regime in Zürich zu destabilisieren.
Zürich wiederum suchte Rückhalt bei Graf Kraft III. von Toggenburg, der mit Graf Johann I. wegen der Rapperswiler Burg Grynau, die einen strategisch wichtigen Übergang über die Linth zwischen Zürich- und Walensee sicherte, in Konflikt stand.
In der Schlacht bei Grynau am 21. September 1337 besiegten die Zürcher Graf Johann I., der dabei umkam, ebenso Graf Kraft III. als Befehlshaber der Zürcher Truppen.
Dies provozierte wiederum das Eingreifen des habsburgischen Herzogs Albrecht II. von Österreich, der Zürich zwang, auf alle Eroberungen zu verzichten und den Verbannten ihr Vermögen auszuhändigen, was die Stadt Zürich ablehnte. Nach der Intervention von Albrecht II. herrschte für einige Jahre relativer Frieden.
Die Gegenregierung des «äusseren Zürich» plante mit der Hilfe ihrer Parteigänger in der Stadt weiterhin den Umsturz des Brun’schen Regimes und fand mit dem mündig gewordenen Graf Johann II. neue Unterstützung.
Graf Johann II. von Rapperswil, der beim Tod seines Vaters noch minderjährig gewesen war, soll ebenfalls die Tilgung aller Schulden und die Einlösung der an die Stadt Zürich verpfändeten Höfe Wollerau und Pfäffikon angeboten worden sein.
Johann II. führte den Kleinkrieg vermutlich in der zweiten Hälfte der 1340er-Jahre weiter und wurde wie sein Vater zum Führer der Koalition gegen das Brun’sche Regime.

### Mordnacht von Zürich (23./24. Februar 1350)

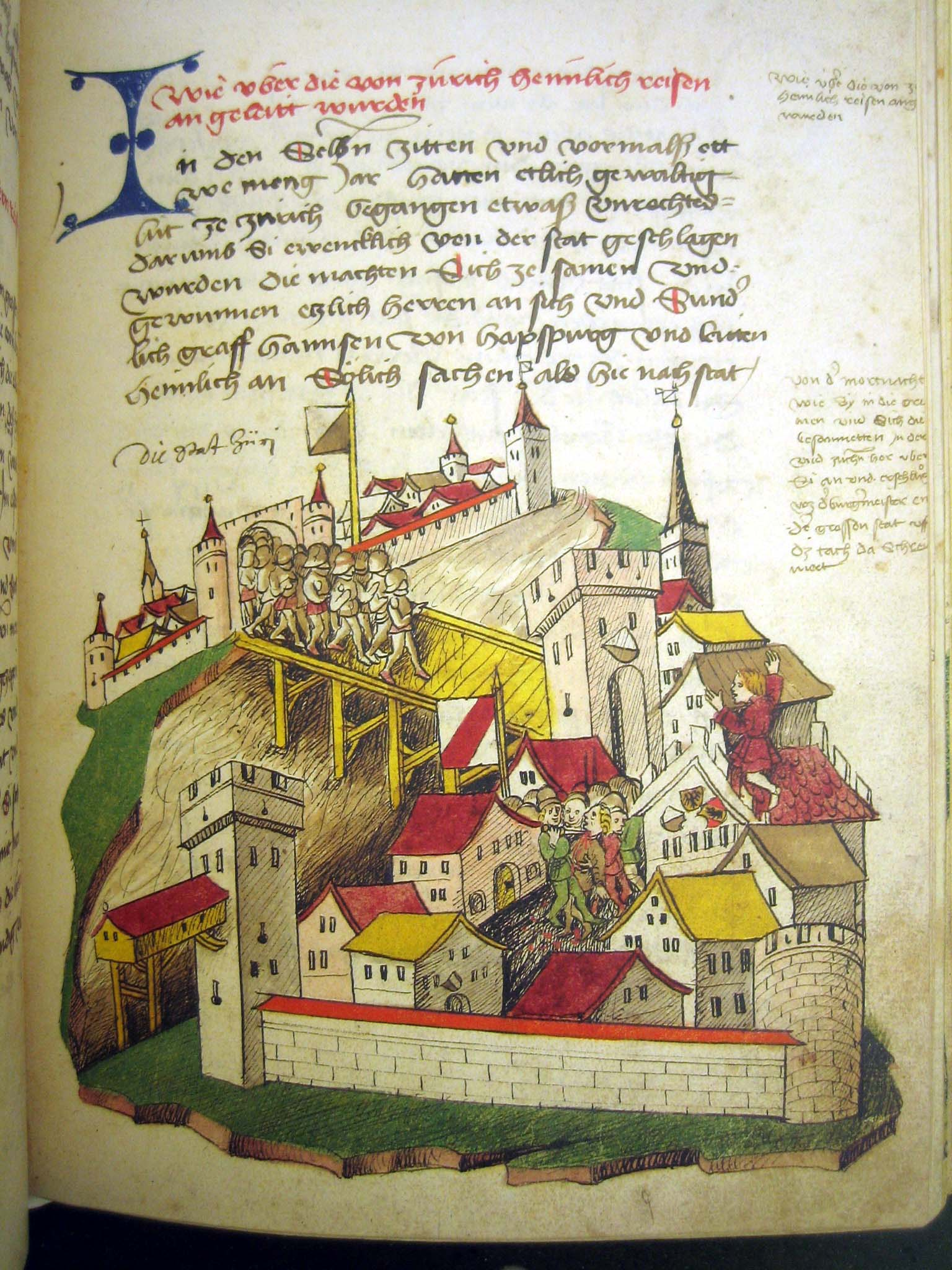
Die Mordnacht von Zürich in der Tschachtlanchronik von 1470

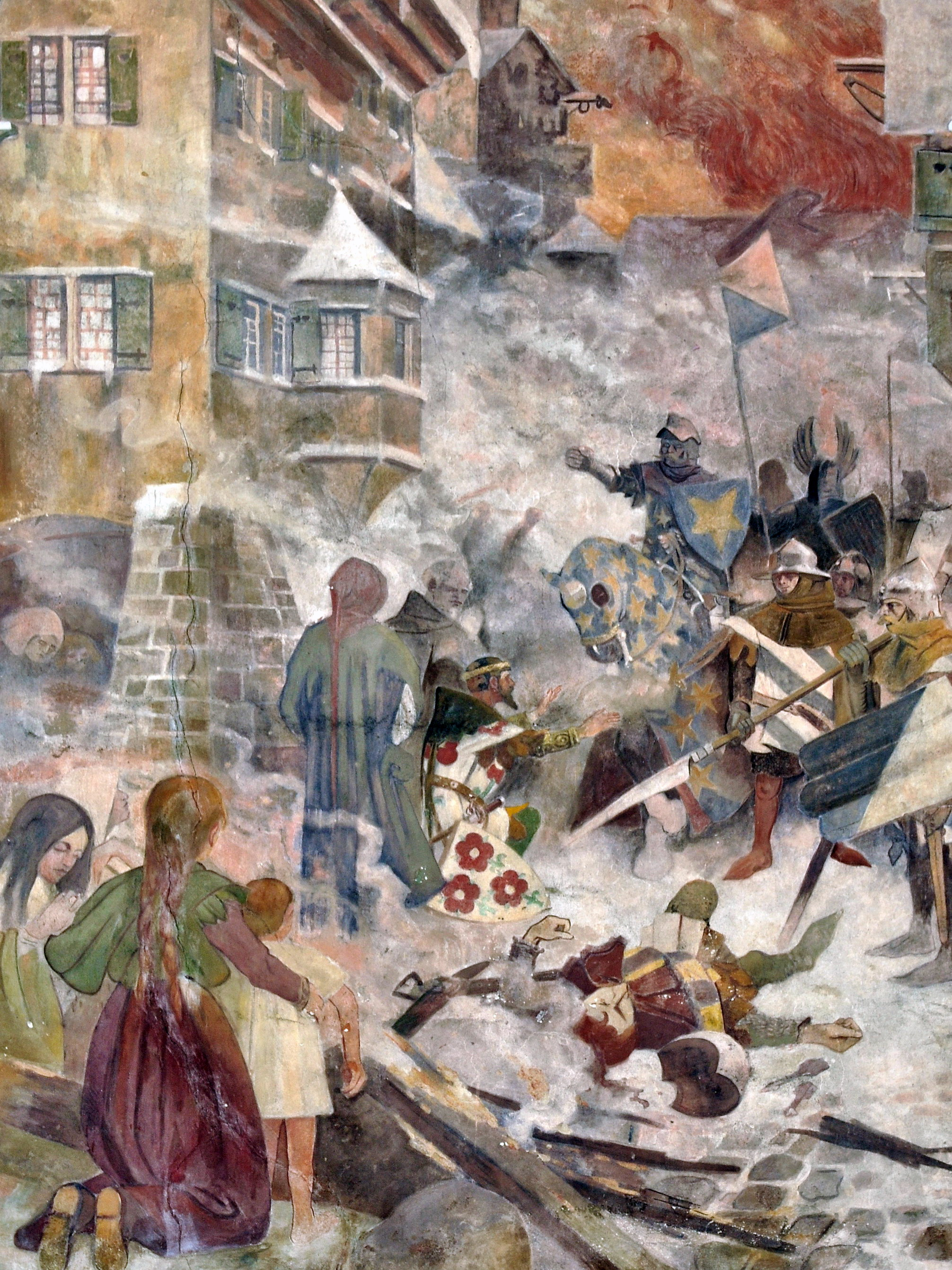
«Rudolph Brun, Bürgermeister v. Zürich, verjagt die Einwohner v. Rapperswil, Weihnachten 1350»

In der Nacht vom 23. zum 24. Februar 1350 kam es zum Handstreich auf die Stadt Zürich: Die Verbündeten innerhalb der Stadtmauern sollten die «Äusseren» durch die Tore einlassen und dann gemeinsam Brun und seine Anhänger (vermutlich die Mitglieder des «Kleinen Rats») im Schlaf ermorden respektive «… In der Nacht vom 23. auf den 24. Febr. 1350 versuchten die 1336 nach der Brunschen Zunftrevolution aus der Stadt vertriebenen Adligen “nachtes bi slafender diet” (d. h. als alles Volk schlief) Zürich wieder unter ihre Kontrolle zu bringen. Der Anschlag scheiterte, die Angreifer wurden hart bestraft.»
Zeitgenössische Abbildungen und Überlieferungen lassen darauf schliessen, dass beide Seiten äusserst erbittert gekämpft haben und der Strassenkampf mit dem Sieg der Anhänger von Bürgermeister Brun endete: Insgesamt waren 28 Tote zu beklagen, unter ihnen 15 «Äussere».
Von den ‚zahlreichen‘ Gefangenen liess Brun 18 rädern und 17 köpfen – Graf Johann II. von Rapperswil-Laufenburg blieb rund zwei Jahre im Stadtzürcher Wellenberg eingekerkert.

## Zerstörung von Rapperswil (Sankt Matthis 1350)
Rudolf Brun und seine Truppen zogen vermutlich bereits am 24. Februar 1350 – «S. Matthis» – vor Rapperswil, das sich aus Sorge um den in Zürich gefangen gehaltenen Grafen Johann II. ergab und von den Zürcher Truppen vermutlich noch am gleichen Abend gebrandschatzt wurde.
Die Brüder des Grafen sollen jedoch auf ein Eingreifen der habsburgischen Verwandten gehofft und einen Friedensschluss ‚sabotiert‘ haben: Brun zerstörte mit dieser Begründung die Burg Alt-Rapperswil (Altendorf) in der March und schleifte die Mauern von Rapperswil und das Schloss, sodass Rapperswil nicht mehr verteidigt werden konnte.
Stadtzürcher Truppen besetzten des Weiteren die Untere March und erlangten damit die Kontrolle über die Bündner Pässe.
Interessant dazu sind auch Passagen aus der Chronik der Stadt Zug, welche die Ereignisse aus ihrer Perspektive zusammenfasst:

«Die aus der Stadt vertriebenen Ratsherren – nicht alle erlitten dieses Schicksal – flohen nach Rapperswil. Sie fanden im dortigen Stadtherrn, Graf Johannes von Habsburg-Laufenburg, einen Verbündeten, mit dem sie 1350 in der später so genannten Mordnacht von Zürich ihrerseits einen gewaltsamen und blutig endenden, aber erfolglosen Umsturzversuch unternahmen. Dieser Friedbruch wurde aus zürcherischer Sicht als Fehdeanlass angesehen und mit der Eroberung Rapperswils sowie der Gefangennahme des für die Bluttat verantwortlich gemachten Johannes von Habsburg-Laufenburg Graf Johann II. vergolten. Da dieser sich weigerte, auf ein entsprechendes Friedensangebot Zürichs einzugehen, konnte die Fehde nicht beendet werden …»

Die reich illustrierte topografische und historische Chronik der Alten Eidgenossenschaft von Johannes Stumpf berichtet über die Zerstörung von Rapperswil wie folgt:

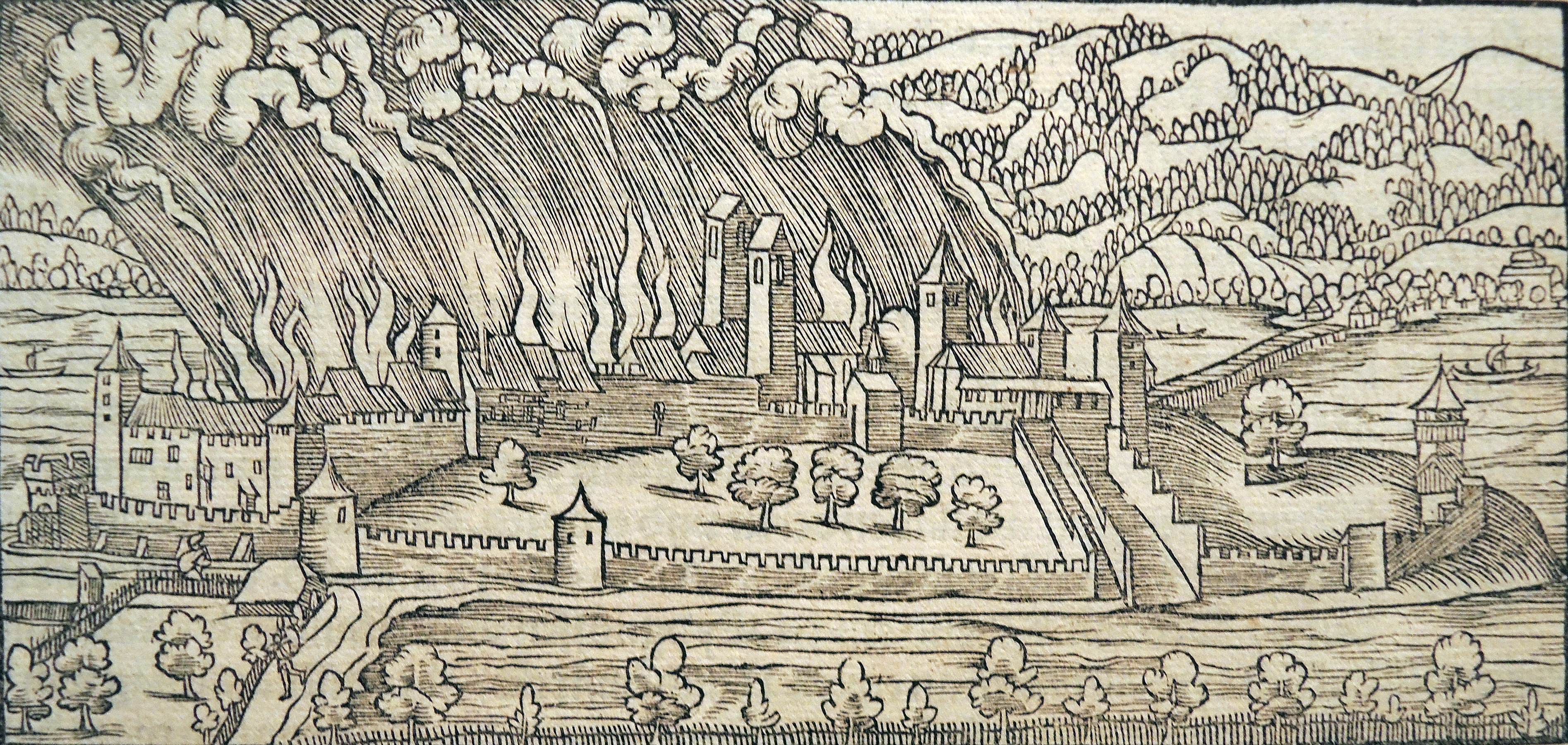
Brandschatzung von Rapperswil an S. Matthis abend. Holzschnitt aus der Stumpf’schen Chronik 1547/48

«…[an]no dom[ini] 1350, an S. Matthis abend. Aber sein volck ward abgetriben / und Graaff Hans selber gefangen / zů Zürych lange zeyt in gfencknuß enthalten / darvon hernach mer gesagt wirt. Darzwüschend ward statt und schlossz Rapperswyl von den Zürychern erobert und besetzt. Als aber die anderen Graven von Habspurg keinen friden mit Zürych annemmen woltend / und die Zürycher ires zůsatzes…»

Der Holzschnitt illustriert die Brandschatzung durch Rudolf Brun im Jahre 1350. Die Silhouette der Stadt Rapperswil wird bereits in ihrer ersten Nordansicht exakt wiedergegeben: Vom Halsturm zieht sich die Häuserfront nach Westen bis zu Kirche und Schloss. Der Wachturm am Westende [Endingerhorn] des Burghügels ist in die zinnenbekrönte Ringmauer der Stadtbefestigung eingefügt.

## Auswirkungen
Eine direkte Folge der Zerstörung von Rapperswil war am 1. Mai 1351 der «Bund von 1351» – Beitritt der Stadt Zürich zur entstehenden Eidgenossenschaft – mit den vier Waldstätten, um gegen Habsburg 'bestehen’ zu können.
Trotz eines Schiedsspruchs eskalierte der Konflikt, nachdem im August 1351 Herzog Albrecht II. von Habsburg die Wiederherstellung der zerstörten Festungen forderte, beide habsburgische Lehen. Als Albrecht im September 1351 eine Belagerung der Stadt Zürich begann, willigte Brun in ein Schiedsverfahren ein, das zugunsten Habsburgs ausfiel und von den Waldstätten nicht akzeptiert wurde.
Auf Vermittlung der Markgrafen von Brandenburg kam schliesslich der «Brandenburger Frieden» zwischen Zürich, den Habsburgern und Rapperswil zustande: Graf Johann II. wurde freigelassen, Zürich sollte alle habsburgischen und rapperswilerischen Gebiete räumen und die Stadt inskünftig keine Ausburger aufnehmen – gemeint ist wohl Rapperswil, in dem die Verbannten Räte vermutlich Grundbesitz hatten, wohl als Pfand für die eingangs erwähnten Schulden der Rapperswiler Grafen.
1353 setzten die Waldstätte die Kämpfe fort, und erst als Kaiser Karl IV. mit einem Heer vor Zürich aufmarschierte, willigte Brun in den «Regensburger Frieden» von 1355 ein.
Aus den Wirren um die Brunsche Zunftverfassung ging faktisch das Haus Habsburg als Sieger hervor. Seine Vormachtstellung in der Nordschweiz wurde klar bestätigt und Rapperswil ging in den Besitz von Habsburg-Österreich über.
Graf Johann II. von Rapperswil konnte die hohen Kosten für den Wiederaufbau der zerstörten Stadt und der Rapperswiler Festungen nicht aufbringen und verkaufte die Güter am oberen Zürichsee mit Stadt und Schloss Rapperswil an Habsburg-Österreich.
Herzog Albrecht II. von Habsburg-Österreich liess als neuer Besitzer Schloss und Stadt vermutlich bereits ab 1352 zu einem Stützpunkt gegen die expandierende Eidgenossenschaft ausbauen, und Rapperswil blieb bis 1458 habsburgerisch.

## Die Zerstörung von Rapperswil im Brauchtum
Das auch heute noch praktizierte Eis-zwei-Geissebei am Fasnachtsdienstag soll auf die Belagerung und Zerstörung der Stadt durch Rudolf Brun zurückgehen, als mitleidige Stadtbewohner den hungrigen Kindern Nahrungsmittel aus den Fenstern ihrer Häuser gereicht haben sollen.